# No Way Out (2008)
O No Way Out (2008) foi o 10º evento pay-per-view (PPV) de luta livre profissional No Way Out produzido pela World Wrestling Entertainment (WWE). Foi realizado para lutadores das divisões de marca Raw, SmackDown e ECW. O evento ocorreu em 17 de fevereiro de 2008, no Thomas & Mack Center, no subúrbio de Paradise, em Las Vegas, Nevada.
A luta principal do Raw foi uma luta Elimination Chamber para determinar o desafiante pelo Campeonato da WWE na WrestleMania XXIV. Triple H venceu a luta após eliminar Jeff Hardy. A luta predominante do SmackDown foi Edge contra Rey Mysterio pelo Campeonato Mundial dos Pesos Pesados, no qual Edge venceu após derrotar Mysterio. A luta principal da ECW foi Chavo Guerrero contra CM Punk pelo Campeonato da ECW. Guerrero venceu a luta e manteve o título depois de fazer a contagem em Punk após um frog splash. A luta predominante do Raw foi Randy Orton contra John Cena pelo Campeonato da WWE, que Cena venceu depois que Orton se desqualificou. Uma luta Elimination Chamber foi realizada para determinar o desafiante número um ao Campeonato Mundial dos Pesos Pesados na WrestleMania XXIV, que foi vencida por The Undertaker.
Apresentado pela THQ's Frontlines: Fuel of War, o evento teve 329.000 compras, acima do No Way Out 2007 de 218.000 compras.

## Resultados
| Nº                                          | Resultados | Estipulações                                                                                         | Tempo |
| ------------------------------------------- | --- | --- | ----- |
| Pré- show                                   | Kane derrotou Shelton Benjamin | Luta individual                                                                                      | 05:32 |
| 1                                           | Chavo Guerrero derrotou CM Punk | Luta individual pelo Campeonato da ECW                                                               | 07:06 |
| 2                                           | The Undertaker derrotou Batista, Finlay, Montel Vontavious Porter, The Great Khali (com Ranjin Singh) e Big Daddy V (com Matt Striker) | Luta Elimination Chamber por uma luta pelo Campeonato Mundial dos Pesos Pesados na WrestleMania XXIV | 29:28 |
| 3                                           | Ric Flair derrotou Mr. Kennedy por submissão                                                                                           | Luta Career Threatening Se Flair perder, seria forçado a se aposentar.                               | 07:13 |
| 4                                           | Edge (c) derrotou Rey Mysterio | Luta Individual pelo Campeonato Mundial dos Pesos Pesados                                            | 05:27 |
| 5                                           | John Cena derrotou Randy Orton (c) por desclassificção                                                                                 | Luta Individual pelo Campeonato da WWE                                                               | 15:51 |
| 6                                           | Triple H derrotou Jeff Hardy, Shawn Michaels, Chris Jericho, Umaga e John "Bradshaw" Layfield                                          | Luta Elimination Chamber por uma luta pelo Campeonato da WWE na WrestleMania XXIV                    | 23:54 |
| (c) – Refere-se aos campeões antes da luta. | | |       |

### Entradas e eliminações da Elimination Chamber (SmackDown/ECW)
| Eliminação | Equipe          | Ordem de entrada | Eliminado por  | Método    | Tempo |
| ---------- | --------------- | ---------------- | -------------- | --------- | ----- |
| 1          | Big Daddy V     | 3                | Batista        | Pinfall   | 09:07 |
| 2          | The Great Khali | 4                | The Undertaker | Submissão | 12:38 |
| 3          | MVP             | 6                | Finlay         | Pinfall   | 22:31 |
| 4          | Finlay          | 5                | The Undertaker | Pinfall   | 24:11 |
| 5          | Batista         | 2                | The Undertaker | Pinfall   | 29:28 |
| Vencedor   | The Undertaker  | 1                |                |           |       |

### Entradas e eliminações da Elimination Chamber (Raw)
| Eliminação | Equipe         | Ordem de entrada | Eliminado por | Método  | Tempo |
| ---------- | -------------- | ---------------- | ------------- | ------- | ----- |
| 1          | JBL            | 4                | Chris Jericho | Pinfall | 13:44 |
| 2          | Umaga          | 3                | Chris Jericho | Pinfall | 19:45 |
| 3          | Chris Jericho  | 1                | Jeff Hardy    | Pinfall | 19:57 |
| 4          | Shawn Michaels | 2                | Triple H      | Pinfall | 20:25 |
| 5          | Jeff Hardy     | 6                | Triple H      | Pinfall | 23:54 |
| Vencedor   | Triple H       | 5                |               |         |       |